# Blechnum melanocaulon
Blechnum melanocaulon är en kambräkenväxtart. Blechnum melanocaulon ingår i släktet Blechnum och familjen Blechnaceae.

## Underarter
Arten delas in i följande underarter:
- B. m. melanocaulon
- B. m. pallens